# Jaqueta

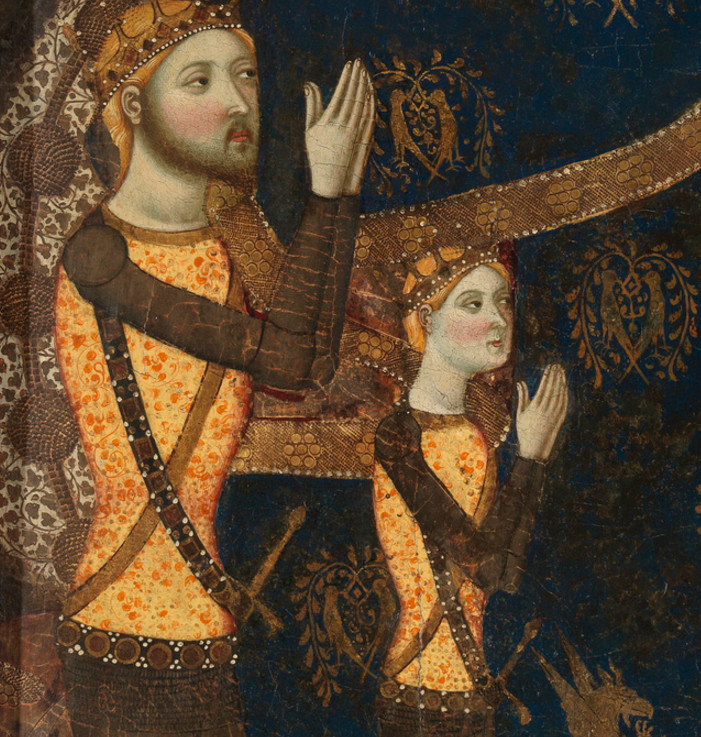
Jaquetas doradas sobre el jubón y las calzas, en los retratos de Enrique II de Castilla y su hijo el futuro rey Juan I de Castilla (1358-1390), como donantes en el cuadro La Virgen de Tobed, de Jaume Serra.

La jaqueta o jaquetilla, antiguamente xaqueta y xaquetilla, es una prenda masculina para abrigar el torso y con un largo variable, cuyo origen se ha fijado en la vestimenta militar. Similar al jubón de guerra, pero ideada para poner sobre este, rellena y forrada de algodón o borra, quedaba ajustada al cuerpo bajo la loriga. El término en castellano proviene del francés jaquette, que se quedó en el jaque (o perpunte de cuero) de la ropa militar, como el jubón, y ambas prendas sin mangas. Su evolución en la vestimenta europea daría lugar a lo largo de los siglos a muy diversas prendas dentro de la categoría de los jubones, primero, y las chaquetas más tarde.

## Historia
Algunos estudios sitúan la aparición de la jaqueta a la par que el jubón, es decir, en la segunda mitad del siglo XIV (hacia 1370). Lo cierto es que, a partir del siglo XV, la jaqueta, sobre el jubón y combinada con unas calzas era un modelo de traje muy habitual para "ir a cuerpo", con una amplia variedad y tipos de manga. Desde finales del siglo XIII, período en el que ya se encuentran ejemplos precedentes, y hasta finales del siglo XV, aparece en la iconografía artística del Renacimiento, especialmente en el sur de Europa (Francia, Italia y la península ibérica) donde, en ocasiones, disponía también de un capuchón, que ceñido como el resto de la prenda, o enrollado al cuello dejaba colgar el Liripipe (del latín medieval liripipium), una tira de banda estrecha.
Confeccionada por el jubonero para las clases altas y ricos comerciantes, lo ajustado de la prenda hacía necesario a menudo la ayuda de alguien para vestirla (ponerla o quitarla). Tuvo gran aceptación entre los jóvenes de la nobleza y solía llevarse con un cinturón "de placas articuladas a la altura de las caderas", complemento que desaparecería al inicio del siglo XV, como también se abandonó la moda prieta, pasando a formar parte del atuendo catalogado y enunciado como «ropa» (con el nombre de «ropa corta»). Antes de iniciarse el siglo XVI, la voz «jaqueta» había quedado anticuada.
Una de las múltiples prendas con las que se puede relacionar fue la jaquetilla, más corta, en un principio atuendo masculino para vestir a cuerpo.

## Uso lingüístico
Como tal término de la lengua castellana, «jaqueta» ya no se usa –salvo en glosarios o descripciones de indumentaria de época–; así lo observa la Real Academia Española en cuyo Diccionario de la lengua española en línea se informa de forma escueta que procede del francés jaquette y lo considera sinónimo de chaqueta.